# 连建伟
连建伟（1951年—），汉族，中华人民共和国政治人物、第十一届全国政协委员。
加入中国民主促进会，担任民进浙江省委副主委、浙江中医药大学副校长。2008年，当选第十一届全国政协委员，代表医药卫生界，分入第四十五组。